# Містер Корман
Містер Корман (англ. Mr. Corman) — американський комедійно-драматичний телесеріал, створений Джозефом Ґордон-Левіттом. Прем’єра серіалу відбулася 6 серпня 2021 року на Apple TV+ . У жовтні 2021 року серіал був скасований після першого сезону. 

## У ролях
- Джозеф Ґордон-Левітт — Джош Корман, вчитель державної школи в долині Сан-Фернандо
- Артуро Кастро — Віктор, друг і сусід Джоша по кімнаті

- Дебра Вінґер — Рут Корман, мати Джоша
- Шеннон Вудворд — Елізабет Корман, сестра Джоша
- Logic — Дакс, друг Джоша та інфлюенсер в соціальних мережах
- Джуно Темпл — Меґан, колишня дівчина Джоша і друг дитинства Дакса
- Люсі Лоулесс — Шеріл, мати Меґан
- Г'юґо Вівінґ — Арті, відчужений батька Джоша
- Аманда Крю — міс Перрі-Ґеллер, колега Джоша та вчителька мистецтва
- Емілі Тремейн — Ліндсі
- Джеймі Чон — Емілі
- Вероніка Фалкон — Беатріс, шкільна колега

## Епізоди
| № серії | Назва серії            | Режисер(и)           | Сценарист(и)                          | Оригінальна дата виходу |
| ------- | ---------------------- | -------------------- | ------------------------------------- | ----------------------- |
| 1       | «Good Luck»            | Джозеф Ґордон-Левітт | Джозеф Ґордон-Левітт                  | 6 серпня 2021           |
| 2       | «Don’t Panic»          | Аврора Ґерерро       | Брюс Ерік Каплан                      | 6 серпня 2021           |
| 3       | «Happy Birthday»       | Джозеф Ґордон-Левітт | Брюс Ерік Каплан                      | 13 серпня 2021          |
| 4       | «Mr. Morales»          | Аврора Ґерерро       | Ройа Ґаштілі, Джулія Лерман           | 20 серпня 2021          |
| 5       | «Action Adventure»     | Джозеф Ґордон-Левітт | Ройа Ґаштілі, Джулія Лерман           | 27 серпня 2021          |
| 6       | «Funeral»              | Джозеф Ґордон-Левітт | Роза Гендельман                       | 3 вересня 2021          |
| 7       | «Many Worlds»          | Джозеф Ґордон-Левітт | Роза Гендельман                       | 10 вересня 2021         |
| 8       | «Hope You Feel Better» | Джозеф Ґордон-Левітт | Джозеф Ґордон-Левітт                  | 17 вересня 2021         |
| 9       | «Mr. Corman»           | Джозеф Ґордон-Левітт | Джозеф Ґордон-Левітт                  | 24 вересня 2021         |
| 10      | «The Big Picture»      | Джозеф Ґордон-Левітт | Джозеф Ґордон-Левітт,Брюс Ерік Каплан | 1 жовтня 2021           |

## Виробництво

### Розробка
5 вересня 2019 року Deadline Hollywood повідомив, що Джозеф Ґордон-Левітт буде режисером, сценаристом і виконавчим продюсером серіалу разом з A24 .  У березні 2020 року Брюс Ерік Каплан став сценаристом та виконавчим продюсером, а Раві Нандан, Натан Райнгарт та Інман Янґ також виступили виконавчими продюсерами під керівництвом A24. У жовтні 2021 року серіал був скасований після першого сезону. 

### Кастинг
Джозеф Ґордон-Левітт зігрв в серіалі роль Джоша Кормана. 10 березня 2020 року Variety повідомила, що Артуро Кастро зіграє роль Віктора.  В інтерв'ю з музичним критиком і ютубером Ентоні Фантано 4 вересня 2020 року репер Logic сказав, що він отримав роль в серіалі. 

### Зйомка
У березні 2020 року, після трьох тижнів зйомок у Лос-Анджелесі, виробництво було припинено через пандемію COVID-19 .  Під час інтерв’ю The Talk у жовтні 2020 року Ґордон-Левітт розповів, що виробництво переноситься з Лос-Анджелеса до Нової Зеландії, щоб відчувати себе в безпеці під час зйомок.  У лютому 2021 року Deadline Hollywood повідомив, що серіал знаходиться на останніх тижнях зйомок 

## Випуск
У лютому 2021 року Apple оголосила, що прем’єра серіалу, а також кількох інших, відбудеться в середині 2021 року.  У травні Apple підтвердила, що прем'єра серіалу відбудеться 6 серпня 2021 року 